# Digital Research
Digital Research, Inc. (abbreviata DR o DRI; in origine Intergalactic Digital Research) è stata un'azienda statunitense creata da Gary Kildall per sviluppare e commercializzare il suo sistema operativo CP/M ed i prodotti ad esso correlati. DR fu la prima grande industria legata al software nel mondo dei microcomputer. Digital Research non è da confondere con Digital Equipment Corporation: le due società non erano affiliate. DRI fu fondata nel 1971 a Pacific Grove, California e fu acquistata nel 1991 da Novell, interessata alla linea di sistemi operativi della società.

## Il sistema operativo CP/M
I sistemi operativi della società, di cui il primo è stato il CP/M per i computer basati sui processori Intel 8080 e Zilog Z80, furono lo standard de facto di quel periodo, dato che l'MS-DOS e Windows arrivarono molto tempo dopo. L'offerta di prodotti di DR includeva il CP/M originale e le sue versioni derivate, tra cui il DR-DOS, compatibile con l'MS-DOS, e l'MP/M, un CP/M multi-utente. Il primo sistema operativo a 16 bit fu il CP/M-86, che non riuscì ad imporsi sull'MS-DOS. Seguirono poi il Concurrent CP/M, una versione monoutente dell'MP/M-86 che supportava le "console virtuali" da cui potevano essere lanciate simultaneamente più applicazioni. Versioni successive di questo sistema, che iniziarono gradualmente a supportare le applicazioni MS-DOS ed il file system File Allocation Table (FAT), furono denominate Concurrent DOS, Concurrent DOS XM e Concurrent DOS 386.

## CP/M-86 e DOS
Quando IBM iniziò a lavorare sul suo PC, chiese a DR di sviluppare una versione del CP/M per il microprocessore Intel 8086 da usarsi come sistema operativo standard per le nuove macchine. La società, che possedeva il S.O. dominante dell'epoca, non era molto convinta dell'accordo che IBM le proponeva: il pagamento di una licenza fissa di 250.000 dollari indipendentemente dal numero di copie del S.O. che fossero state realizzate. DR voleva invece un accordo basato sul pagamento di una royalty per ogni singola copia realizzata. Visto che le trattative procedevano a rilento, IBM contattò anche Microsoft, la quale capì invece l'importante opportunità di poter offrire non solo un S.O. ma anche altri software (come il BASIC) per i nuovi PC di IBM. IBM si accordò con Microsoft e, quando i PC IBM arrivarono sul mercato, il loro S.O. era il PC-DOS, sviluppato a partire dall'86-DOS che Microsoft aveva acquistato per questa operazione. Questo sistema fu poi distribuito nel 1982 come MS-DOS per i computer IBM compatibili. Questa fu la mossa che portò Microsoft alla lenta ascesa verso il predominio nel mondo del software per computer. Questa storia è descritta con dettaglio nella serie di PBS "Triumph of the Nerds" e nelle memorie degli amici e dei collaboratori di Gary Kildall su "The Computer Chronicles".
Quando uscì il PC-DOS, Kildall notò come questo fosse molto simile al suo CP/M. Contattò quindi IBM e, dopo una lunga trattativa, si accordò con essa affinché offrisse una variante del CP/M per l'8086 denominata CP/M-86 come alternativa del PC-DOS. In seguito DR creò un clone dell'MS-DOS che chiamò DR-DOS: questo S.O. costrinse Microsoft a migliorare il suo DOS. La competizione fra il DR-DOS e l'MS-DOS è uno dei più controversi capitoli nella storia dei microcomputer. Microsoft offriva delle licenze con ottimi termini ai costruttori di PC che intendessero vendere l'MS-DOS con ogni processore che essi spedivano, rendendo anti-economico per loro offrire entrambi i sistemi. Questa pratica portò nel 1994 ad una causa antitrust contro Microsoft, che portò all'obbligo di interrompere la pratica della licenza per-processore. DRI (e successivamente Caldera Systems, che aveva acquistato i diritti del DR-DOS da Novell) accusò Microsoft di annunciare versioni vaporware del suo MS-DOS per superare in vendite il DR-DOS. Microsoft inoltre si rifiutò di supportare il DR-DOS su Windows: in una versione beta di Windows 3.1 inserì del codice che verificava se stesse girando su DR-DOS e, in caso affermativo, visualizzava un messaggio di avviso. Altre versioni di Windows andavano deliberatamente in crash se si accorgevano di girare su DR-DOS, dando così l'impressione che il DR-DOS fosse instabile. Queste attività di boicottaggio vennero alla luce durante il susseguente procedimento legale in cui furono svelate delle email dell'esecutivo di Microsoft da cui si apprendeva che questo comportamento faceva parte di un piano per far uscire DR dal mercato dei sistemi operativi. Caldera riprese in mano la causa nel 1996, ma le parti si accordarono prima: Microsoft pagò a Caldera 150 milioni di dollari e quest'ultima distrusse tutti i documenti inerenti alla causa. Anche se costosa, questa soluzione eliminò la prova più schiacciante del comportamento monopolistico di Microsoft, permettendo alla società di controllare e dominare questo settore del mercato senza altri concorrenti di rilievo.

## Prodotti vari
Poco dopo l'introduzione dell'Intel 80286 DR presentò un sistema operativo sistema real-time radicalmente nuovo, inizialmente chiamato DOS-286 e poi FlexOS, che permetteva di usare le nuove capacità di indirizzamento offerte dalla CPU grazie alle quali si poteva ottenere un ambiente multi-tasking più flessibile. C'era un piccolo ma potente gruppo di API del sistema, ognuna con una variante sincrona ed una asincrona. Erano supportate le pipe e tutte le risorse con un nome potevano venir indicate tramite Alias impostando delle variabili d'ambiente. Questo sistema, sviluppato per i dispositivi POS, fu adottato dall'IBM 4690 OS.
DR produsse per i propri sistemi diversi compilatori ed interpreti per numerosi linguaggi di programmazione, tra cui il C, il Pascal, il COBOL, il Forth, il PL/I, il PL/M, il BASIC ed il Logo. Fu prodotta anche una versione per microcomputer dello standard grafico GKS chiamato GSX, in seguito usato come base per l'interfaccia grafica GEM. Meno noti sono le loro applicazioni, tra cui una piccola suite di programmi con GUI per il GEM.
I successi del DR-DOS portarono Novell ad interessarsi alla società, che acquisì nel 1991. In seguito, l'amministratore delegato di Novell, Ray Noorda, cambiò però idea, decidendo di non entrare in competizione con Microsoft nel settore dei sistemi operativi per desktop e l'esperienza di DRI in tale campo non fu sfruttata.

## La fine della società
Nel 1994 Noorda lasciò Novell. Nello stesso anno il suo gruppo, Canopy Group, finanziò la fondazione di Caldera Systems che nel 1996 acquisì da Novell l'intero assetto dei diritti di DRI, compresi quelli del DR-DOS. Dopo l'acquisizione, Caldera denunciò Microsoft per condotta monopolistica nel mercato dei sistemi operativi e per l'erezione di barriere software atte ad impedire l'uso di Windows su sistemi diversi dall'MS-DOS. La causa, giudicata nel 2000, ha visto riconosciute le accuse di Caldera e Microsoft è stata condannata al pagamento di un risarcimento stimato in 150/200 milioni di dollari a Caldera.